# Karl Hocheder
Karl Ritter von Hocheder (* 22. August 1825 in Aschaffenburg; † 5. Februar 1913 in München) war Senatspräsident am Reichsgericht.

## Leben
Der Sohn eines Aschaffenburger Gymnasialprofessors studierte in München und Heidelberg. In den bayrischen Staatsdienst trat er 1847. 1849 legte er die Staatsprüfung ab. 1851 wurde er Akzessist am Appellationsgericht für Unterfranken und Aschaffenburg in Aschaffenburg. 1855 wurde er Assessor am Kreis- und Stadtgericht Nürnberg. An das Appellationsgericht für Unterfranken und Aschaffenburg kehrte er 1857 als Assessor zurück. 1865 wurde er dort II. Staatsanwalt. 1867 wurde er Rat dort. 1871 wurde er zum Oberstaatsanwalt beim Oberappellationsgericht befördert, zunächst im Titel und Rang, zwei Monate später bekam er auch dessen Gehalt. Im Nebenamt wurde er 1871 Vorsitzender der Prüfungskommission. 1872 wurde er Ministerialrat im Justizministerium. 1874 wurde er II. Vizepräsident des Reichsoberhandelsgerichts. 1879 wurde er Dr. iur. h. c. der juristischen Fakultät der Universität Leipzig. Mit der Gründung des Reichsgerichts wechselte er als Senatspräsident 1879 in den I. Strafsenat. 1886 wurde er Senatspräsident des VI. Zivilsenat des Reichsgerichts. Neujahr 1891 trat er in den Ruhestand.

## Familie
Der Architekt Carl Hocheder war sein Neffe.

## Werke
- Das Strafgesetzbuch für das Königreich Bayern, Allgemeiner Theil. Band 1. München 1862. Google books.
- Erläuterungsreskripte zum Strafgesetzbuche. Deren Geltung. In: Blätter für Rechtsanwendung zunächst in Bayern, Band 20 (1855), S. 241.
- Können ausländische Strafurtheile die Anwendung der Rückfallsbestimmungen des Strafgesetzbuchs von 1861 begründen? In: Dr. J. A. Seuffert's Blätter für Rechtsanwendung, Band 28 = N.F. Band 8 (1863), S. 65, 81, 97.